# Дерматиломанија
Дерматиломанија, опсесивно копање коже, ексцизија акни или патолошко гребање или стискање коже које спада у групу поремећаја навика и нагона. Понекад се дешава да особа пати годинама, често посећујући дерматологе, све док се не препозна кључни узрок таквог стања његове коже. То је поремећај који карактеришу понављајуће радње копања сопствене коже тела или лица. Људи који пате од овог проблема најчешће стварају ране на лицу, али и на другим местима на телу који могу бити у фокус гребања. Ове особе оштећују потпуно здраву кожу, младеже, акне или било коју промену коју примете на телу. Копање по телу врши се ексерима или зубима, али није неуобичајено да људи у ту сврху користе пинцете, маказе или друге механичке предмете. Време проведено на копању је индивидуално, за неке је то сваки дан у неколико наврата, на краће време, док за неке људе примећујемо да након неколико сати самоће за последицу има приметну промену на кожи. Тада особа губи реалну представу о времену, копајући, а да није потпуно свесна радње.
Љуштењу коже претходи висок интензитет емоционалног изражавања, емоционална напетост и често бес. Свраб није неуобичајен.
Према различитим студијама, дерматиломанија је повезана са опсесивно—компулзивним поремећајем, и   упоређује са зависношћу. Овај поремећај се може лечити бихевиоралном психотерапијом у комбинацији са фармаколошким третманом.

## Класификација
Дерматиломанија се дефинише као опетовано компулзивно гребање, стискање или, на пример, кидање коже, што доводи до оштећења ткива и каснијег формирања ожиљка. Дерматиломанија никада није класификована као посебан поремећај, већ потпада под поремећаје понављајућег понашања усредсређеног на тело, које такође укључује трихотиломанију, трихофагију, трихотемномију, онихофагију, дерматофагију итд.

## Клиничка слика
Особа која пати од дерматиломаније обично осећа напетост и немир пре него што се почеше. Обично осећа потребу да огребе подручја тела на којима примећује (често врло благи) дефект коже (бубуљица, црвенило коже, красте, ожиљак итд.). Најчешће пацијенти са дерматиломанијом гребу кожу по лицу, али може доћи и до оштећења коже на леђима, грудима, стомаку, рукама или ногама. Слично, може доћи до поновљеног кидања заноктице око ноктију.
Симптоми се могу разликовати од пацијента до пацијента; неки проводе неколико минута дневно чешући кожу неколико пута дневно, док другима може потрајати и до неколико сати. Најчешће пацијенти оштећују кожу сопственим ноктима, али се могу користити и различити помоћни алати попут пинцете или игле.
Нагон да почнете чешати кожу најчешће изазива стрес или осећај да је кожа пуна нечистоћа.
Гребање по кожи може изазвати инфекцију, оштећење ткива или септикемију. Нека упала могу бити толико јака да је потребно трансплантирати оштећену кожу. Озбиљна оштећења коже могу чак изазвати епидуралне апсцесе или повреде опасне по живот.
Пацијенти који пате од дерматиломаније често се осећају кривим због онога што раде и стиде се свог понашања. Осим тога, повећава се вероватноћа да ће дотична особа бити намерно кажњена за своје поступке самоповређивања.
Америчке студије су показале да је:
- 12% пацијената са дерматиломанијама икада имало суицидалне мисли,
- 11,5% је покушало самоубиство,
- 15% је морало да буде хоспитализовано.

## Етиологија
Узроци дерматиломаније могу бити различити, најчешће пацијент на овај начин решава стрес, напетост или узнемиреност и потпуно аутоматски гребе кожу.
Многи пацијенти често имају неко непријатно искуство у детињству или прате поремећај са другим проблемима (нпр. ОКП, фобије итд.).
Сасвим је вероватно да је овај поремећај наследан у многим случајевима.
Други психолози тврде да гребање коже такође може бити резултат дуготрајно потиснуте љутње код деце претерано строгих родитеља. Појединци којима је дијагностикован ОКП и дерматиломанија тврде да гребу кожу како би се решили свих (било стварних или измишљених) нечистоћа, док пацијенти с дисморфобичном фобијом настоје прилагодити и побољшати изглед својих (опет углавном измишљених)  недостатака на телу.

## Терапија
Два главна третмана укључују лекове и бихевиоралну психотерапију . Како се појединци који пате од дерматиломаније често стиде свог понашања исто тако се стиде да затраже помоћ.
Једна америчка студија показује да је само 45% особа које пате од дерматиломаније затражило помоћ лекара, а 19% њих је посетило дерматолога због својих проблема.

## Сличност са другим поремећајима
Немогућност контроле нагона за чешањем или другим оштећењем коже слична је поремећају који се назива трихотиломанија (када они који пате од овог поремећаја не могу потиснути порив за чупањем властите косе или длака на тиелу). Истраживања су показала неколико сличности између дерматиломаније и трихотиломаније: симптоми су ритуални, али обично се код ових особа не јавља претходна манија, нагон да се стимулишу сличне ситуације (стрес, анксиозност, досада); у оба случаја дотична особа се смирује овом активношћу и обично почиње у сличном добу (најчешће у пубертету). Међутим, према статистикама, дерматиломанија се, за разлику од трихотиломаније, јавља претежно код жена, док је у случају трихотиломаније проценат скоро избалансиран код оба пола.
Према истраживањима, дерматиломанија се може сматрати једном од врста опсесивно -компулзивног поремећаја (ОКП). Дерматиломанија и опсесивно -компулзивни поремећај имају неке сличности јер се  у оба случаја развија понављајуће компулзивно понашање које је тешко контролисати и праћено је осећањем анксиозности.
Амерички психолози Grant  и Odlaugh дерматиломанију упоређују са зависношћу од супстанце које стварају зависност . Они тврде да се дерматиломанија разликује од ОКП -а у неколико аспеката. У поређењу са ОКП -ом, више жена него мушкараца пати од дерматиломаније, што може изазвати пријатна стања, док ОКП не.
Лечење пацијената са ОКП није баш успешно код пацијената са дерматиломанијом, а дерматиломанију не покрећу исте мисли као и ОКП. Насупрот томе, између дерматиломаније и зависних пацијената, Grant  и Odlaugh су приметили одређену сличност:
- снажан нагон за понављањем лоше навике иако је пацијент упознат са њеним негативним ефектима,
- недостатак самоконтроле, пацијент не може рећи не свом проблематичном понашању,
- осећај снажног нагона пре обављања саме активности,
- осећај олакшања и опуштености током обављања ове активности.

Према једној студији која подржава Grantovа и Odlaughovа  теорија, показало се да 79% пацијената заиста осећа олакшање док стеже / гребе кожу. Grant  и Odlaughv  објашњавају да дерматиломанија може настати из различитих узрока, па су стога симптоми дерматиломаније код неких пацијената слични ОКП -у, док код других подсећају на зависност. Међутим, претпостављају да би лечење које настоји да смањи зависност у неким случајевима могло бити успешније од лечења методом која се користи код пацијената са ОКП -ом.